# Gustav Bauch
Gustav Bauch (* 1. Juli 1848 in Laskowitz, Landkreis Ohlau; † 20. Juli 1924 in Breslau, Provinz Niederschlesien) war ein deutscher Lehrer, Erforscher des Humanismus und der Geschichte deutscher Universitäten sowie Regionalhistoriker.

## Leben und Wirken
Bauch arbeitete ab 1885 als Realschullehrer in Breslau. Außerdem war er Mitarbeiter der Allgemeinen Deutschen Biographie. Seine Forschungen betrafen die schlesische Landesgeschichte sowie die Universitätsgeschichte. In mehreren Studien zur Geschichte des Humanismus ging es ihm auch darum, dessen Eigenart zu erfassen: „das BIldungsideal des Humanismus war encyklopädistisch“. Er verwies auf den an den Universitäten Ingolstadt und Wien wirkenden Georg Tannstetter, der die „Trinität“ Humanist, Astrologe und Mediziner in exemplarischer Weise verkörperte.

## Werke (Auswahl)
- Caspar Ursinus Velius, der Hofhistoriograph Ferdinands I. und Erzieher Maximilians II. Kilian, Budapest 1886.
- Wolfgang Schenck und Nicolaus Marschalk. In: Zentralblatt für Bibliothekswesen, Bd. 12 (1895), S. 353–409 (online).
- Drucke von Frankfurt a. O. In: Zentralblatt für Bibliothekswesen, Bd. 15 (1898), S. 241–259 (online).
- Die Anfänge des Humanismus in Ingolstadt. Eine litterarische Studie zur deutschen Universitätsgeschichte. München, Leipzig 1901.
- Die Reception des Humanismus in Wien. Eine litterarische Studie zur deutschen Universitätsgeschichte. Breslau 1903.
- Die Universität Erfurt im Zeitalter des Frühhumanismus. Marcus, Breslau 1904.